# Bătălia de la Worringen
Bătălia de la Worringen a avut loc în anul 1288, ca urmare a luptei care a durat 6 ani pentru succesiuna ducatului Limburg. Combatanții principali fiind arhiepiscopul din Köln „Siegfried de Westerburg” și ducele Ioan I de Brabant. Consecințele acestei bătălii a fost schimbarea raportului de forțe în nord-vestul Europei centrale.

## Galerie de imagini

Poziţia adversarilor
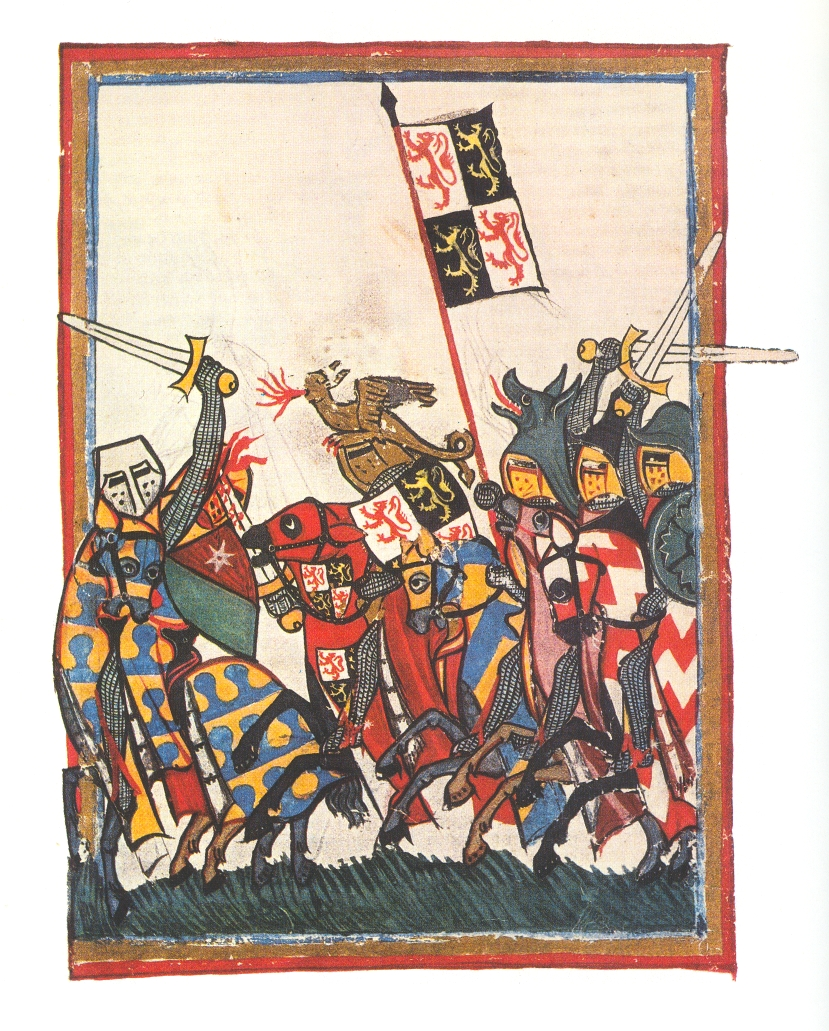
Ioan de Brabant
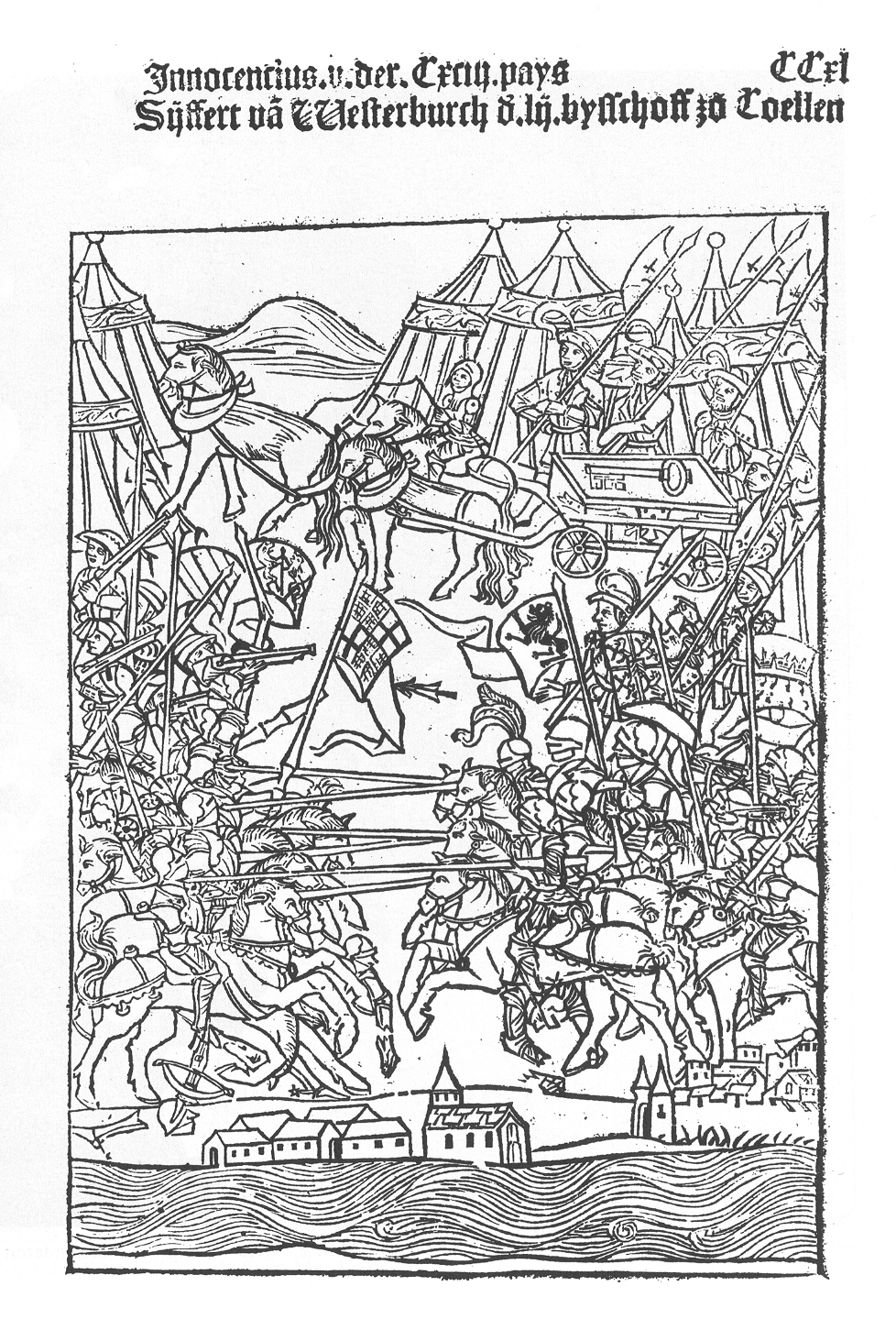
Carul stegarului